# Brenzett
Brenzett es una parroquia civil y un pueblo del distrito de Folkestone and Hythe, en el condado de Kent (Inglaterra).

## Geografía
Según la Oficina Nacional de Estadística británica, Brenzett tiene una superficie de 10,91 km².

## Demografía
Según el censo de 2001, Brenzett tenía 377 habitantes (50,66% varones, 49,34% mujeres) y una densidad de población de 34,56 hab/km². El 24,4% eran menores de 16 años, el 69,23% tenían entre 16 y 74 y el 6,37% eran mayores de 74. La media de edad era de 38,36 años. Del total de habitantes con 16 o más años, el 21,05% estaban solteros, el 62,81% casados y el 16,14% divorciados o viudos.
El 98,12% de los habitantes eran originarios del Reino Unido. El resto de países europeos englobaban al 0,8% de la población, mientras que el 1,07% había nacido en cualquier otro lugar. Según su grupo étnico, todos los habitantes eran blancos. El cristianismo era profesado por el 77,33%, mientras que el 13,87% no eran religiosos y el 8,8% no marcaron ninguna opción en el censo.
170 habitantes eran económicamente activos, 163 de ellos (95,88%) empleados y 7 (4,12%) desempleados. Había 140 hogares con residentes, 6 vacíos y 3 eran alojamientos vacacionales o segundas residencias.